# Trixoscelis nigritarsa
Trixoscelis nigritarsa är en tvåvingeart som beskrevs av Soos 1977. Trixoscelis nigritarsa ingår i släktet Trixoscelis och familjen myllflugor. Inga underarter finns listade i Catalogue of Life.